# Susan Stebbing
Lizzie Susan Stebbing (2 décembre 1885 à North Finchley (en) – 11 septembre 1943 à Northwood, Londres) est une philosophe britannique. Ses centres d'intérêt majeurs, dans le domaine de la logique, relèvent de la philosophie analytique et du positivisme logique. Grande figure de la génération de philosophes analytiques des années 1930, elle est l'une des fondatrices de la revue scientifique Analysis en 1933. Susan Stebbing est la première femme à occuper une chaire de philosophie au Royaume-Uni et à présider les Humanists UK. Dans son ouvrage principal, Thinking to Some Purpose (1939), elle théorise la façon dont le langage ordinaire offre le rendu le plus adéquat de l'expérience quotidienne.